# Borgo San Pietro (Petrella Salto)
Borgo San Pietro is een plaats (frazione) in de Italiaanse gemeente Petrella Salto.